# Gonomyia (Gonomyia) symmetrica
Gonomyia (Gonomyia) symmetrica is een tweevleugelige uit de familie steltmuggen (Limoniidae). De soort komt voor in het Oriëntaals gebied.